# Agnolo Poliziano
Agnolo (Angelo) Ambrogini, detto Poliziano, dal nome latino del paese d'origine, Mons Politianus (Montepulciano, 14 luglio 1454 – Firenze, 29 settembre 1494), è stato un poeta, umanista e filologo classico italiano.
Generalmente considerato il maggiore tra i poeti italiani del XV secolo, membro e fulcro del circolo di intellettuali radunatosi attorno al signore di Firenze, Lorenzo il Magnifico, fu autore di opere in latino, in greco e in volgare, e raggiunse un'ampia competenza filologica e un'ammirevole perfezione formale dello stile. Con lui «l'Umanesimo cominciò a manifestarsi non più nell'ambito dell'impegno civile e politico, a vantaggio - per così dire - degli altri, ma di un'esperienza esclusiva e tutta solitaria di ricerca e affinamento individuale».
Grazie alla protezione di Lorenzo il Magnifico, Poliziano poté dedicare l'intera vita agli studi umanistici e alla produzione letteraria, senza occuparsi in attività politiche o diplomatiche, rivestendo incarichi di alto prestigio quali quelli di precettore della famiglia dei Medici, segretario personale del Magnifico e professore presso lo Studio Fiorentino.

## Biografia
Angelo Ambrogini nacque nel 1454 a Montepulciano, oggi situato in provincia di Siena; dal nome latino della sua città natale, Mons Politianus, avrebbe ricevuto l'appellativo umanistico di Poliziano, con il quale è conosciuto.

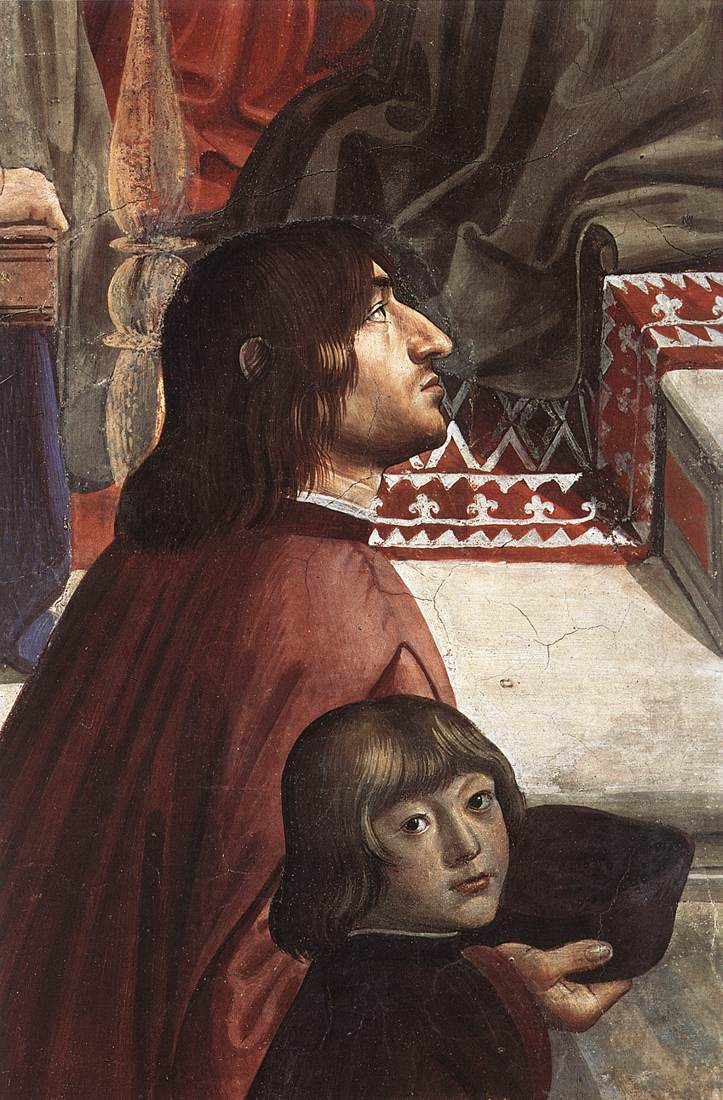
Angelo Poliziano e Piero de' Medici, Domenico Ghirlandaio, Cappella Sassetti, Santa Trinita, Firenze

Suo padre, Benedetto, giurista legato all'importante famiglia fiorentina dei Medici, morì, quando Poliziano aveva solo dieci anni, assassinato dai parenti di un uomo che era stato condannato a causa della sua azione. Il giovane figlio, rimasto orfano in tenera età, vide accentuate dal trauma psicologico costituito dalla morte del padre l'insicurezza e la timidezza che lo avrebbero accompagnato per la sua intera esistenza.
Poiché, dopo la morte del padre, la madre incontrò serie difficoltà nel garantire la sopravvivenza alla famiglia, Poliziano fu costretto a trasferirsi a Firenze, dove giunse entro il 1469, presso la casa di alcuni parenti di estrazione sociale molto modesta. Ciò nonostante, egli riuscì egualmente a intraprendere gli studi universitari: proprio in ambiente universitario venne a contatto con uomini di primaria importanza nel panorama culturale dell'epoca, come Marsilio Ficino e i greci Giovanni Argiropulo e Demetrio Calcondila. Nell'intento di dimostrare le proprie abilità, nel 1470, all'età di sedici anni, iniziò la traduzione dell'Iliade di Omero dal greco al latino: svolgendo tale opera rivelò già il rigore filologico e l'uso raffinatissimo della parola che sarebbero stati caratteristiche costanti della sua opera.
Nel 1473, ultimata la traduzione dei primi due libri del poema, Poliziano li dedicò a Lorenzo de' Medici, da poco divenuto signore di Firenze (1469) assieme al fratello Giuliano: il Magnifico, dunque, prese il giovane scrittore sotto la sua protezione, e, senza considerare affatto la sua modesta origine sociale, gli consentì di accedere all'ampia biblioteca medicea e di frequentare gli intellettuali che erano a lui legati.
Nel 1475 il Magnifico designò Poliziano come precettore del figlio, Piero, e lo invitò ad alloggiare a Palazzo Medici affidandogli anche l'incarico di suo segretario personale. Nel 1477 il giovane, contemporaneamente impegnato nella stesura delle Elegie latine e degli Epigrammi latini e greci, fu nominato Priore della chiesa di San Paolo Apostolo e fu ordinato sacerdote; più tardi sarebbe divenuto canonico nella cattedrale di Santa Maria del Fiore.
In quel periodo, Poliziano curò la Raccolta Aragonese di poesie in volgare, per la quale scrisse anche l'epistola proemiale, che fu poi inviata al re di Napoli, e iniziò la stesura delle Rime. Nel 1475 cominciò la composizione delle Stanze per la giostra, poemetto in ottave dedicato a Giuliano de' Medici; l'opera, considerata il principale tra i lavori di Poliziano, rimase incompiuta a causa della morte dello stesso Giuliano, che fu assassinato il 26 aprile 1478 dalla congiura dei Pazzi.

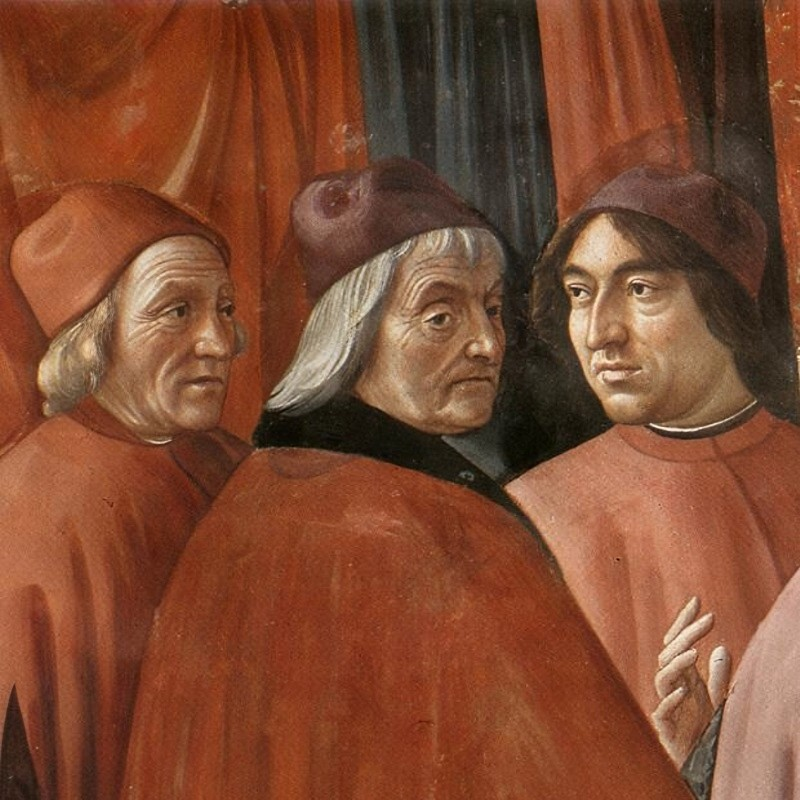
Marsilio Ficino (primo a sinistra), Cristoforo Landino (al centro) accanto ad Angelo Poliziano.
Dettaglio della scena dell'Annuncio dell'angelo a Zaccaria, Domenico Ghirlandaio, Cappella Tornabuoni, Santa Maria Novella, Firenze

Fortemente toccato dalla vicenda della congiura, che pose fine a un lungo periodo di spensieratezza presso la corte dei Medici, Poliziano ne raccontò le vicende nella cronaca Pactianae coniurationis commentarium (Commentario sulla congiura dei Pazzi). Nella seconda metà del 1478, mentre la città era colpita da un'epidemia di peste, il letterato accompagnò i Medici nella loro villa di Cafaggiolo, dove il Magnifico aveva inteso recarsi anche a causa delle tensioni che animavano Firenze dopo la congiura. Mentre si trovava a Cafaggiolo, tuttavia, Poliziano entrò in contrasto con la moglie di Lorenzo, Clarice Orsini, che, severa e moralista, impedì al marito, poiché non ne condivideva i metodi, di affidare al precettore anche il figlio Giovanni, che più tardi sarebbe divenuto papa con il nome di Leone X. Nel 1479, dunque, Poliziano scelse di lasciare Cafaggiolo; poco dopo, per motivi sconosciuti, entrò in contrasto anche con lo stesso Lorenzo il Magnifico e non lo seguì nel viaggio a Napoli, con cui il signore fiorentino evitò la formazione di un'alleanza antimedicea tra gli Aragonesi e il papa. Spinto dal Magnifico o per scelta personale, Poliziano lasciò dunque l'ambiente mediceo.
Partito da Firenze, Poliziano viaggiò per l'Italia settentrionale, trattenendosi per poco tempo a Venezia, Padova e Verona. Il cardinale Francesco Gonzaga lo accolse dunque presso la sua corte di Mantova, dove il letterato scrisse la Fabula di Orfeo, prima opera teatrale profana italiana di fondamentale importanza.
Colto dalla nostalgia per Firenze, nel 1480 Poliziano indirizzò una lettera al Magnifico, che lo richiamò quindi in Toscana, affidandogli un incarico di insegnamento presso lo Studio Fiorentino. Qui egli iniziò l'attività di filologo e commentatore di testi latini e greci; tale attività, svolta con grandissima perizia, fu testimoniata dai Miscellanea, pubblicati in parte nel 1489, che lo resero famoso in tutta l'Europa. Contemporaneamente, rinsaldò i rapporti con gli intellettuali della cerchia medicea che già aveva conosciuto durante la sua permanenza a Firenze; a questi si aggiunse a partire dal 1483, proprio su invito di Poliziano, che vi strinse un profondo sodalizio intellettuale, Giovanni Pico della Mirandola.
Nel periodo di insegnamento allo Studio, Poliziano redasse numerose Epistole, che furono raccolte nel 1494 in dodici libri, e scrisse, dal 1482, alcuni testi poetici in latino, tra cui le Sylvae (Selve), prolusioni in esametri ai corsi universitari. A partire dal 1490, invece, così come l'amico Pico della Mirandola, Poliziano abbandonò la composizione di testi poetici per dedicarsi alla filosofia e allo studio dei testi prodotti dai filosofi dell'età antica; contemporaneamente, manifestò nelle sue lezioni un progressivo avvicinamento all'aristotelismo, che lo portò alla rivalutazione, fortemente innovativa, delle scienze e delle artes machinales, le arti meccaniche, che l'idealismo platonico tendeva invece a sottovalutare e sdegnare.
Si scontrò violentemente con altri umanisti, tra cui Giorgio Merula, che rivolse dure accuse ai Miscellanea, sostenendo che contenessero dati errati o plagiati, e Bartolommeo Scala, che Poliziano accusò di essersi arricchito indebitamente sfruttando la protezione offertagli dai Medici. Nelle querelle con altri intellettuali Poliziano si dimostrò spesso orgoglioso e superbo fino all'arroganza, violento e offensivo.
Nel 1492 morì Lorenzo il Magnifico, protettore e mecenate di Poliziano e di tutta la cerchia degli intellettuali fiorentini; la cronaca degli ultimi istanti di vita del mecenate viene redatta dal Poliziano stesso in una lettera all'amico Jacopo Antiquari.
Per il letterato si aprì dunque un nuovo periodo di insicurezza, cui sperò di supplire confidando invano di ricevere la nomina cardinalizia grazie all'appoggio del nuovo signore della città e suo ex discepolo Piero de' Medici. 
Prima che la sua speranza potesse realizzarsi, però, Poliziano contrasse una febbre che lo condusse a morte nella notte tra il 28 e il 29 settembre del 1494, mentre la spedizione di Carlo VIII di Francia aveva risvegliato il clima di ostilità contro i Medici e ferveva la predicazione del frate domenicano Girolamo Savonarola.
Recenti indagini di antropologia ossea condotte a Ravenna dall'équipe del prof. Giorgio Gruppioni dell'Università di Bologna hanno riscontrato elevati livelli di arsenico nei campioni di tessuti e di ossa prelevati dalle spoglie del poeta, confermando la tesi dell'avvelenamento da arsenico per la sua morte. Due mesi dopo anche l'amico Pico della Mirandola subì la stessa sorte. Secondo un'ipotesi il mandante sarebbe stato lo stesso Piero de' Medici, che temeva un avvicinamento dei due filosofi al governo di Savonarola.

## Opere

### LeStanze per la giostra del Magnifico Giuliano
L'opera (1475-78), un poemetto in ottave, risponde alla precisa esigenza dei Medici di compiere un processo di rifeudalizzazione. Questa necessità politica si esprimeva ad esempio in un rinnovato interesse per le giostre, i cavalieri, ecc.
Le Stanze sono dedicate a Giuliano de' Medici, fratello di Lorenzo. È un'opera encomiastica, di celebrazione della famiglia (Giuliano viene chiamato addirittura Iulio).
Poliziano opera una trasfigurazione della realtà in chiave mitica, idilliaca. I personaggi e i fatti narrati sono riportati in chiave mitologica.
Sono presenti i topoi del locus amoenus e dell'età dell'oro (in cui erano assenti pene e tormenti dovuti all'amore). Nella descrizione del regno di Venere, usa diverse personificazioni molto simili a quelle che usa Petrarca nei Trionfi.
L'opera si sviluppa lungo la storia di Iulio, un uomo dedito solo alla caccia e lontano dall'amore. Cupido decide di colpirlo con una delle sue frecce facendolo innamorare di Simonetta (Simonetta Vespucci moglie di Marco Vespucci amata da Giuliano), una ninfa. In quest'opera, di ispirazione platonica, l'amore è visto come via per l'elevazione a un mondo ideale, attraverso l'esercizio della virtù. Ne è prova evidente il sogno di Iulio nel II libro: la donna assume le sembianze di Minerva, dea della sapienza e della filosofia.
L'opera è rimasta incompiuta: il tema della giostra e della vittoria non sono neppure trattati. Essa termina con il secondo libro, quando Venere cerca di convincere Iulio a organizzare un torneo in onore di Simonetta.

### L'Orfeo(oFabula di Orfeo)
L'Orfeo è un breve componimento teatrale in metro vario. Risulta essere uno dei primi testi teatrali italiani di argomento profano, narrando delle vicende di Orfeo ed Euridice. La trama è quella classica, con poche variazioni: insidiata dal pastore Aristeo, Euridice cade vittima del morso di un serpente. Orfeo, il suo amato, leggendario musico, si reca nell'Ade per chiedere attraverso la sua arte la grazia per l'amata, ottenendola a patto che, nella loro risalita verso il mondo dei viventi, Orfeo non si volti a guardarla. Orfeo disobbedisce a questa legge, e perde per sempre l'amata. Tornato alla luce del sole, lo sventurato si ripromette di volgersi solo all'amore dei fanciulli, non potendo più amare altra donna. Adirate per questo, alcune Baccanti decidono di ucciderlo e farlo a pezzi. L'opera si conclude con un canto carnascialesco, probabilmente recitato a più voci, che le Baccanti intonano in onore a Bacco.
L'opera ha goduto di una discreta fama presso i suoi contemporanei. Le componenti dichiaratamente misogine e pederastiche del finale nel corso dei secoli sono spesso incorse in censura, per esempio nel periodo della Controriforma.

### Rime
Sono giunte fino a noi più di un centinaio di rime del Poliziano. La maggior parte (circa cento) sono rispetti (altrimenti detti strambotti), ovvero singole ottave solitamente di schema ABABABCC. Sono detti spicciolati perché "autoconclusivi", monostrofici. Resta il dubbio se la disposizione dei componimenti sia o meno opera di Poliziano, con conseguenti tentativi (specialmente da parte del Pascoli) di riconoscere "gruppi" di rispetti consecutivi connessi con logicità. Attualmente solo uno di tali gruppi ha resistito alla disamina dei filologi. Il resto dei componimenti, concentrati alla fine della raccolta, sono principalmente ballate e canzoni.
I temi sono sempre giocosi e disimpegnati; convergono principalmente verso i canoni dell'amor cortese, spesso parodiandoli e sovvertendoli, verso la lode della propria amata (Ippolita), e verso tematiche galanti e scherzose, come la presa in giro di spasimanti troppo anziane o di donne troppo restie. Vi è un'unica canzone di argomento impegnato, e si tratta della conclusiva, un inno alla Vergine Maria, forse con riferimento al Canzoniere petrarchesco (manca però naturalmente tutto il complesso impianto autobiografico e il percorso di conversione dell'opera del vate aretino).
Lo stile è molto popolareggiante, a volte quasi con ostentazione (specialmente in alcune canzoni, che sembrano costituite da centoni di proverbi popolari), ma senza per questo risultare affettato; e si deve ricordare come il Poliziano fosse una delle persone più colte e raffinate del suo tempo. Sono presenti anche versi sdruccioli e trovate metriche poco convenzionali. Lo scopo dei componimenti è probabilmente puramente intrattenitivo, all'interno di una ristretta cerchia di giovani e acculturati viveur. Per questo, Poliziano talvolta si concede riferimenti a episodi o persone conosciute solamente dall'uditorio.

### Prælectiones(Lezioni inaugurali)
Le Sylvae sono quattro:
1. Manto (1482)
2. Rusticus (1483)
3. Ambra (1485)
4. Nutricia (1486)

### Praelectioneslatine in prosa
- Praelectio de dialectica (1491) un'introduzione alla logica aristotelica
- Lamia. Praelectio in Priora Aristotelis Analytica (1492) contro chi lo aveva burlato per i tardivi interessi filosofici
- Dialectica (1493) introduzione a un corso sulla filosofia aristotelica

### Elegie latine
1. Epicedio (presso gli antichi Greci: 'canto funebre') in morte di Albiera - (In Albieram Albitiam puellam formosissimam morientem ad Sismundum Stupham eius sponsum).

Componimento in distici elegiaci, ispirato dalla morte di Albiera degli Albizzi (o Albizi) avvenuta il 14 luglio del 1473 e dedicato al suo fidanzato Sigismundo dalla Stufa (presso il quale Poliziano prestò servizio di segretario fino all'autunno del 1473, quando passò a servizio in Casa Medici). Il componimento (spesso definito poemetto per la sua estensione e la sua intricata struttura poetica) ci è tramandato da tre testimoni: due manoscritti, l'uno conservato a Torino (T) (che riporta un'intera silloge di componimenti di vari autori in morte di Albiera) e l'altro presso la biblioteca Corsini di Roma (C) (un codice trascritto da Baldinotti), e da una stampa, nell'aldina contenente le opere di Poliziano (Omnia opera Angeli Politiani, 1498). Il componimento sviluppa il tema della morte tragica della fanciulla partendo da nuclei tematici tratti da autori classici, in primo luogo da Stazio (dalle Silvae in particolar modo), ma anche dalle Metamorfosi di Ovidio e da Virgilio. L'imitazione, spesso vicina al calco, di Stazio pervade l'intero componimento. Infatti nello stesso periodo Poliziano andava postillando il suo "codex domesticus" delle Silvae di Stazio, l'incunabolo Corsiniano (contenente anche le opere di Catullo, Tibullo e Properzio). Fondamentale nel componimento risulta la figura della "Febris" (la cui dipendenza da moduli classici, ma soprattutto la sua sostanziale portata innovativa è stata messa in luce da un fondamentale articolo di A. Perosa), espediente mitico per spiegare la morte della giovane.

### Poliziano grecista
Poliziano si distinse anche nel campo della letteratura greca: nella lettera al re d'Ungheria Mattia Corvino si vanta di essere il primo italiano nel giro di un millennio a sapere il greco antico come i Greci. Il che, superbia a parte, è vero: e talora le sue 'lezioni' sono ancora riportate nei moderni apparati critici dei testi greci, merito che a nessun umanista, nemmeno al Valla, è mai toccato.
Si occupò nell'ambito della letteratura greca anche di autori post-classici come gli Alessandrini: è mirabile la sua edizione del V inno di Callimaco senza accenti per evitare un anacronismo (gli accenti e gli 'spiriti' furono introdotti da Aristofane di Bisanzio), anche se questa sottigliezza filologica non ebbe seguito.
Inoltre, sin da molto giovane, fu in grado di comporre versi in greco antico: dopo la già ricordata mirabile traduzione in esametri latini dei libri II-V dell'Iliade, iniziò a scrivere in vari metri epigrammi, di cui una cinquantina sono sopravvissuti; talora contengono errori di metrica e prosodia, ma mostrano un lessico eccezionalmente vasto, specialmente per un ragazzo.

## Nella storia della letteratura
Giuseppe De Robertis ha scritto che il Foscolo, nei suoi discorsi Sulla lingua italiana, ringiovanì l'arte del Poliziano, giudicò «il poeta delle Stanze l'unico "degno di meraviglia in tutto il Quattrocento"» e che se gli «"spiriti e i modi della lingua latina de' classici erano già stati trasfusi nella prosa del Boccaccio"», per quanto riguarda la poesia fu Poliziano il primo che vi «trasportò a un tempo "quanta eleganza può derivare dal greco"».  D'altra Pietro Bembo, «disciplinando il volgare sui modelli trecenteschi del Petrarca e del Boccaccio» non poteva imprimere «un nuovo corso alla tradizione umanistica latina e a quella volgare, se non voltando risolutamente le spalle ai maestri della sua giovinezza, al Poliziano per primo»

## Musica
Sulle Rime del Poliziano il M° Vieri Tosatti (1920-1999) scrisse, nel 1944, la Sinfonia Corale per Coro e Orchestra.
Nella canzone di Caparezza Exuvia all'undicesimo verso viene citata la lamia («schizzo gli occhi fuori dalla faccia, Lamia»). Nel 1492 Poliziano pubblicò la Lamia. Praelectio in Priora Aristotelis Analytica, prelezione (o prolusione che dir si voglia) di apertura di un corso che avrebbe tenuto quell'anno accademico sugli Analitici Primi di Aristotele presso l'Università di Firenze. Avendo sentito mormorare che non era abbastanza filosofo per insegnare il testo aristotelico (dato che aveva approfondito la cultura filosofica tardivamente) Poliziano contrattacca, offrendo una storia della filosofia tinta di favola. Più che un ripudio del pettegolezzo locale, il testo rappresenta un ripensamento della missione della filosofia. Accostando chi lo aveva burlato a questa figura mitologica che aveva la particolarità di levarsi gli occhi dalle orbite e rimetterli a proprio piacere. Era un riferimento al fatto che chi lo accusava si toglieva gli occhi a piacimento, come la lamia, di fronte a problemi o questioni ben più importanti ed evidenti.

## Nella cultura di massa
Sul settimanale Topolino numero 1429 e 1430 del 1983 è stata pubblicata La saga di Messer Papero e di Ser Paperone dal disegnatore Giovan Battista Carpi. Nel racconto della saga Messer Papero e la Grotta di Eolo, Ser Paperone (Paperon de' Paperoni) e Paperino arrivano a Siena e incontrano Angelo Poliziano. L'incontro si conclude nel racconto Ser Paperone e Lorenzo il Magnifico.

Giunti a Siena, Ser Paperone e Paperino incontrano Angelo Poliziano, accompagnato dalla nipote Gemma (interpretata da Paperina). 
 Mentre il poeta si presenta e fa gli onori di casa, Paperino si innamora follemente di Gemma. Angelo Poliziano accompagna i paperi per le strade della città e chiede loro se la visita sia legata all'imminente Palio di Siena. Li informa sulle modalità della festa e rievoca le vicende della battaglia di Montaperti. Suggestionato da questi racconti, Paperino si addormenta e sogna di partecipare al Palio di Siena per far breccia nel cuore di Gemma. In sogno vince la carriera cavalcando a cavallo della contrada dell'Anatra ma viene bruscamente risvegliato da Ser Paperone, proprio mentre viene baciato da Gemma. Angelo Poliziano accompagna nuovamente i paperi in giro per Siena fino alla casa di Santa Caterina da Siena. Paperino chiede ad Angelo Poliziano dove sia Gemma, assente in quell'occasione. Risponde testualmente il poeta: 
 La visita al Duomo di Siena e in Piazza del Campo non risollevano Paperino dalla tristezza in cui è piombato. Intanto Ser Paperone confessa ad Angelo Poliziano di essere discendente di esuli fiorentini, chissà se Guelfi o Ghibellini. Angelo Poliziano convince Ser Paperone a tornare a Firenze dove ormai da tempo, ogni contrasto è stato cancellato e promette loro l'attenzione di Lorenzo de' Medici, già suo amico e protettore. I paperi salutano l'amico Angelo Poliziano e si mettono in viaggio alla volta di Firenze.